# بورجوفرانكو دي إيفريا
بورجوفرانكو دي إيفريا هي كومونا (بلدية) في مدينة تورينو الحضرية في منطقةبيدمونت الإيطالية، وتقع على بعد حوالي 50 كيلومتر (31 ميل) شمال تورينو.
تحد بورجوفرانكو دي إيفريا البلديات التالية: سيتيمو فيتون، أندرات، نوماجليو، بروسو، كواسولو، شيافيرانو، مونتالتو دورا، ليسولو.

## روابط خارجية
- الموقع الرسمي